# مهدی حسین
مهدی حسین (به ترکی آذربایجانی: Mehdi Hüseyn) با نام کامل مهدی حسین علی‌اوغلی (متولد ۱۹۰۹ شهرستان قازاخ - درگذشت ۱۹۶۵ باکو) نمایش‌نامه‌نویس و نویسنده معاصر آذربایجانی با عنوان نویسنده ملی (به ترکی آذربایجانی: Xalq yazıçısı) به‌شمار می‌رود.

## زندگی
مهدی حسین به سال ۱۹۰۹ در روستای شیخلی شهرستان قازاخ از والدینی آموزگار زاده شد وی در زمینه نوسیندگی و نمایش‌نامه‌نویسی ادبیات آذربایجان خبره بود، و پس از اتمام تحصیلات عمومی در زادگاهش جهت تحصیلات عالیه راهی باکو شد و تحصیلات خود را در دانشگاه دولتی باکو به پایان رسانید. مهدی حسین از همان دوران در روزنامه "یئنی فکر" تفلیس مقاله‌هایش را چاپ می‌کرد. در سال‌های ۱۹۲۷ و ۱۹۳۰ به ترتیب حکایات "قویون قیرخینی" و دو مجموعه "خاور و باهار صولاری" را منتشر کرد. بلافاصله رُمان "داشقین" را به مرحله چاپ رسانید. و جهت ادامه تحصیل تخصصی در زمینه هنر و نمایش‌نامه‌نویسی عازم مسکو و در موسسه سینماتوگرافی قاسم‌اف مشغول به تحصیل شد.
پس از تحصیل در مؤسسه سینماتوگرافی قاسم‌اف علاقه وی به نمایش‌نامهنویسی فزونی یافت و نمایش‌نامه معروف نظامی را شروع به نوشتن کرد. بعدتر در بحبوحه جنگ جهانی دوم نمایش‌نامه "انتظار" را منتشر کرد. پس از اتمام نمایش‌نامه نظامی در سال ۱۹۴۲، نمایش‌نامه "جوانشیر" که جزء باارزش‌ترین نمایش‌نامه‌های ادبیات آذربایجان می‌باشد را نوشت.
مهدی حسین با قلم خود سعی در افزایش شهرت در ممالک شوروی سابق داشت. وی هم‌زمان با فعالیت هنری مدیریت اتحادیه نویسندگان آذربایجان در طول سال‌های (۱۹۵۸ - ۱۹۶۵) را برعهده داشت. نمایش‌نامه‌های "آبشرون" وی به زبان‌های مختلفی ترجمه شد. وی در سال ۱۹۵۷ نمایش‌نامه "قارداشلار" را نوشت. نمایش‌نامه "سحر" را در دوران استقلال‌خواهی جمهوری سوسیالیستی آذربایجان شوروی به مرحله تحریر درآورد. سال‌های بعد نمایش‌نامه "آلوو" را در سال ۱۹۶۱ و "یئر آلتی چایلار دنیزه آخیر" را در سال ۵-۱۹۶۴، مقاله‌های ادبی-تنقیدی به‌نام "ادبیات و صنعت مسئله‌لری" را نوشت. در نهایت مهدی حسین در تاریخ ۱۰ مارس ۱۹۶۵ در باکو درگذشت.

## آثار
برخی از آثار مشهور مهدی حسین:
- سئوگیدن صونرا (۱۹۲۷)
- کین (۱۹۳۵)
- داشقین (۱۹۳۴)
- طرلان (۱۹۴۰)
- سحر (۱۹۵۳)